# Geotextilie

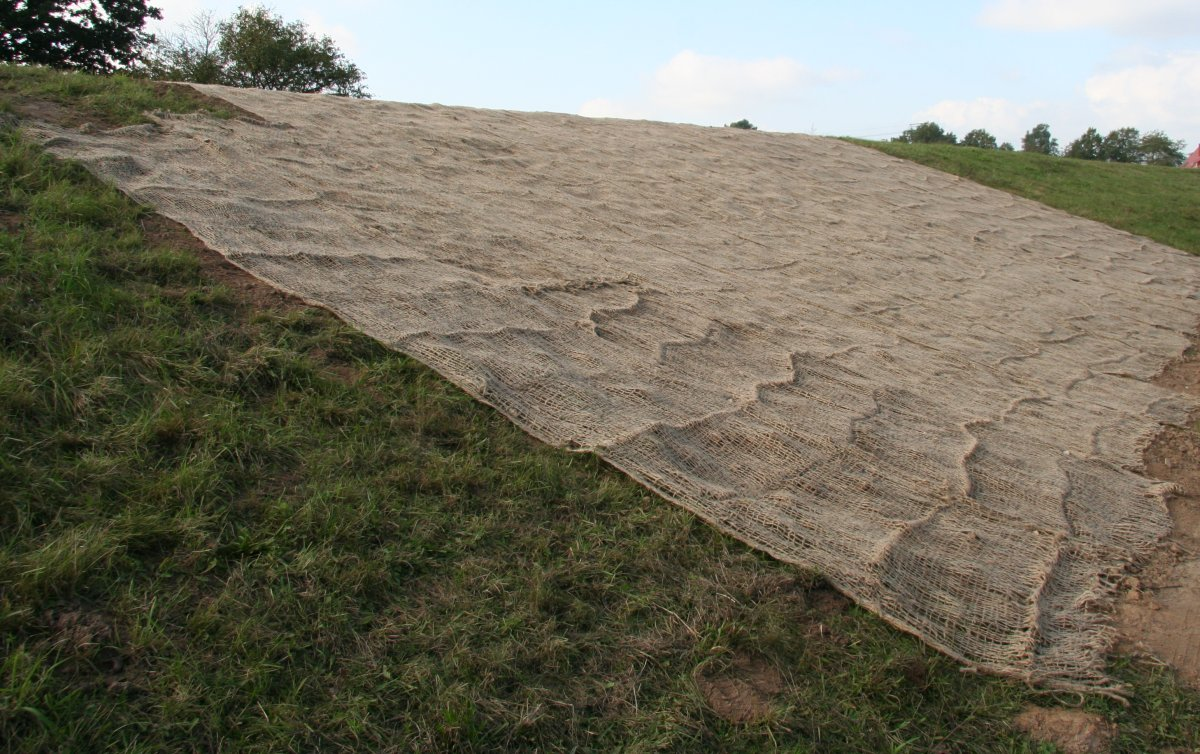
Geotextil zur Erosionssicherung einer Böschung

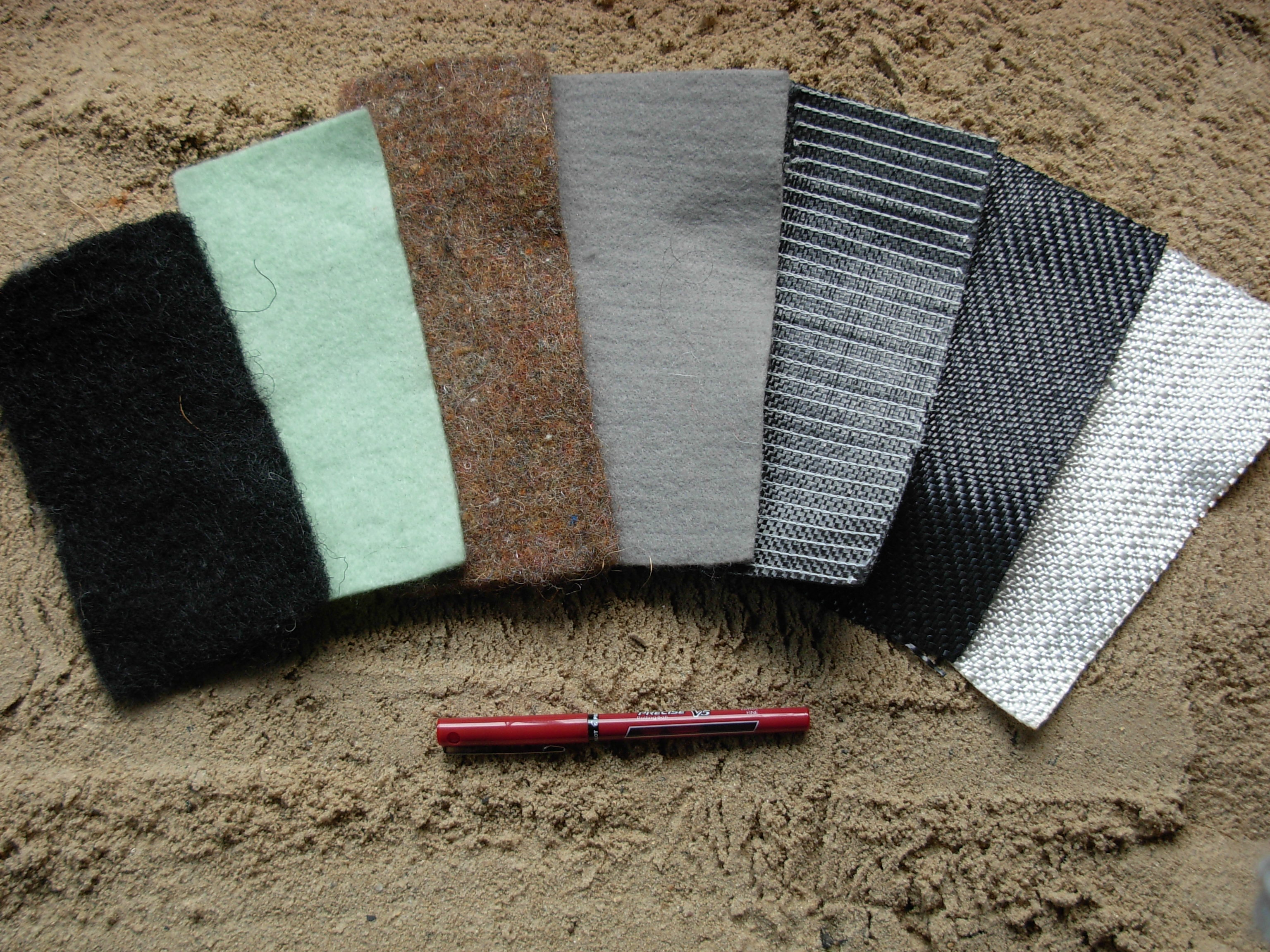
Verschiedene Geotextilien

Geotextilien sind flächige oder dreidimensionale Technische Textilien, die meist wasserdurchlässig sind. Sie dienen als Baustoff im Bereich des Tief-, Wasser- und Verkehrswegebaus und sind für geotechnische Sicherungsarbeiten ein wichtiges Hilfsmittel.
Geotextilien bestehen entweder aus natürlichen Fasern (wie Schilf, Jute und Kokos) oder Chemiefasern (wie Polypropylen, Polyamid, Polyester und Polyethylen) und werden zum Trennen, Dränen (Drainagieren), Filtern, Bewehren, Schützen, Verpacken und Erosionsschutz eingesetzt. Als Geotextilien kommen vorwiegend Gewebe und Vliesstoffe, aber auch zunehmend Multiaxialgelege sowie Verbundstoffe (Laminate)  zum Einsatz.   Aufgrund der begrenzten Haltbarkeit werden Geotextilen aus Jute- oder Kokosfasern nur verwendet, wenn die spätere Verrottung erwünscht ist.

## Einteilung
Geotextilien lassen sich hinsichtlich ihrer Struktur in drei Arten unterscheiden:
- Gewebe sind Geotextilien, die aus sich regelmäßig, in der Regel rechtwinklig, kreuzenden Garnen oder Fäden bestehen. Sie kommen zum Einsatz, wenn hohe Zugfestigkeiten gefordert sind. Bei statischer Belastung eignen sie sich auch als Filter.
- Vliesstoffe entstehen durch Verfestigung flächenhaft aufeinander abgelegter Fasern. Je nach Verfestigungsverfahren (Vernadeln, Verkleben oder Verschmelzen) erhält das Geotextil unterschiedliche Dehnungseigenschaften. Vliesstoffe werden überwiegend zum Trennen, Filtern und Schützen eingesetzt.
- Verbundstoffe sind flächenhaft verbundene Gewebe, Vliesstoffe und andere Materialien. Auf diesem Weg lassen sich Eigenschaften unterschiedlicher Geotextilien kombinieren.

## Anwendungsfälle
Geotextilien eignen sich im Wesentlichen für folgende Anwendungsfälle:
1. Erosionsschutz
2. Schützen
3. Filtern
4. Bewehren
5. Dränen
6. Trennen
7. Reinigen

## Merkmale

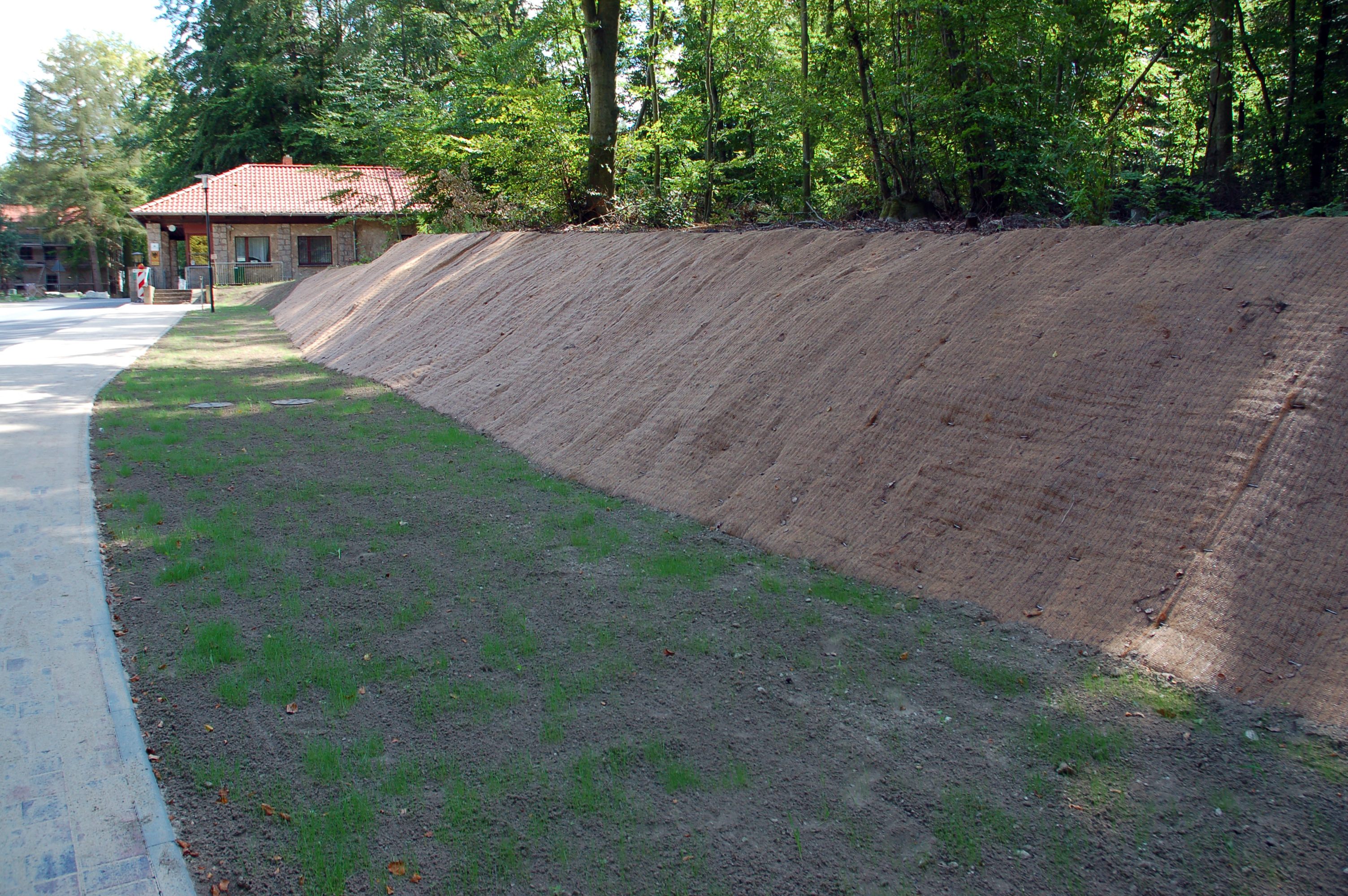
Böschungssicherung im Neubau

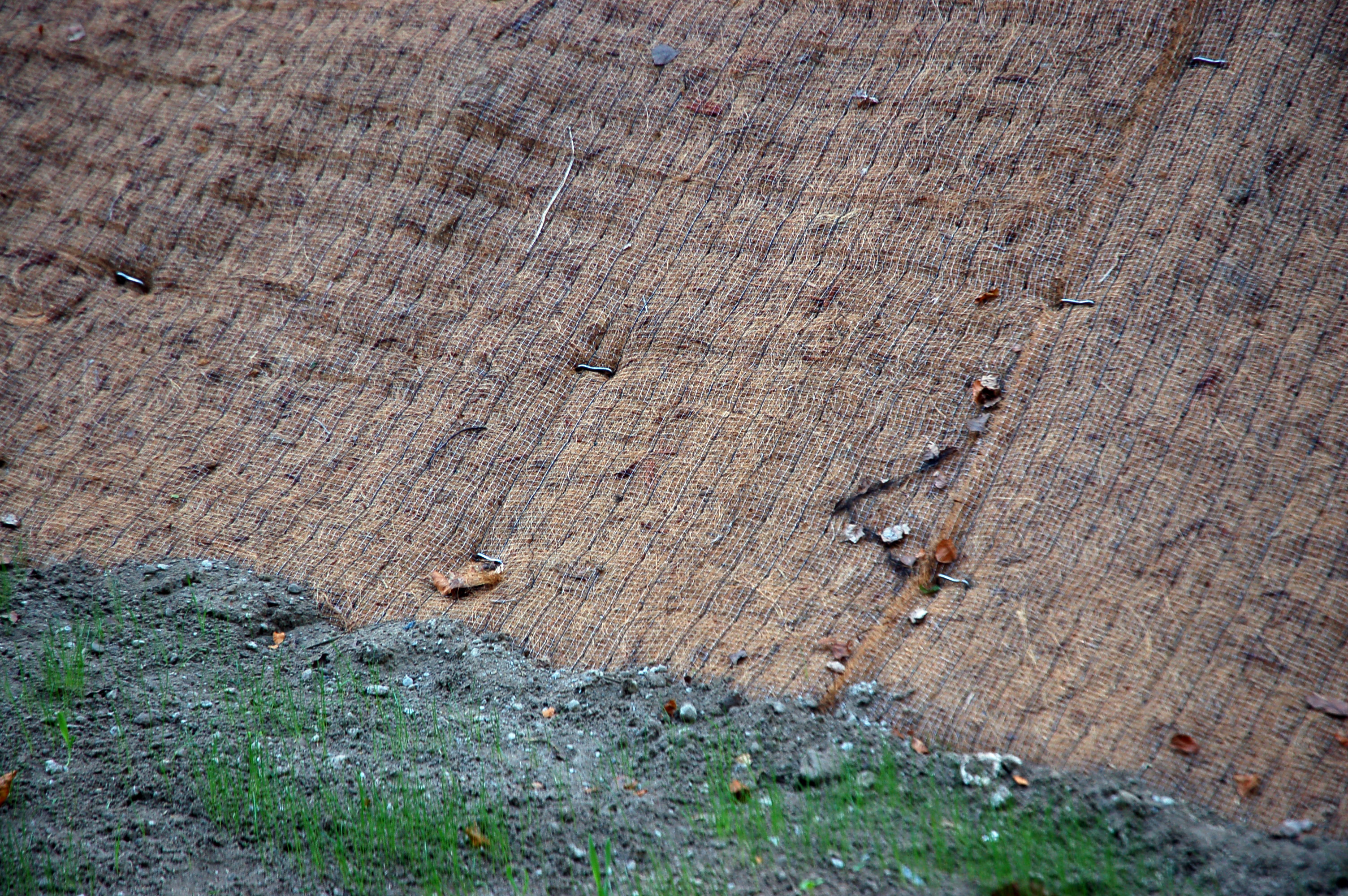
Befestigung der Geotextilien mittels Nagelkrampen

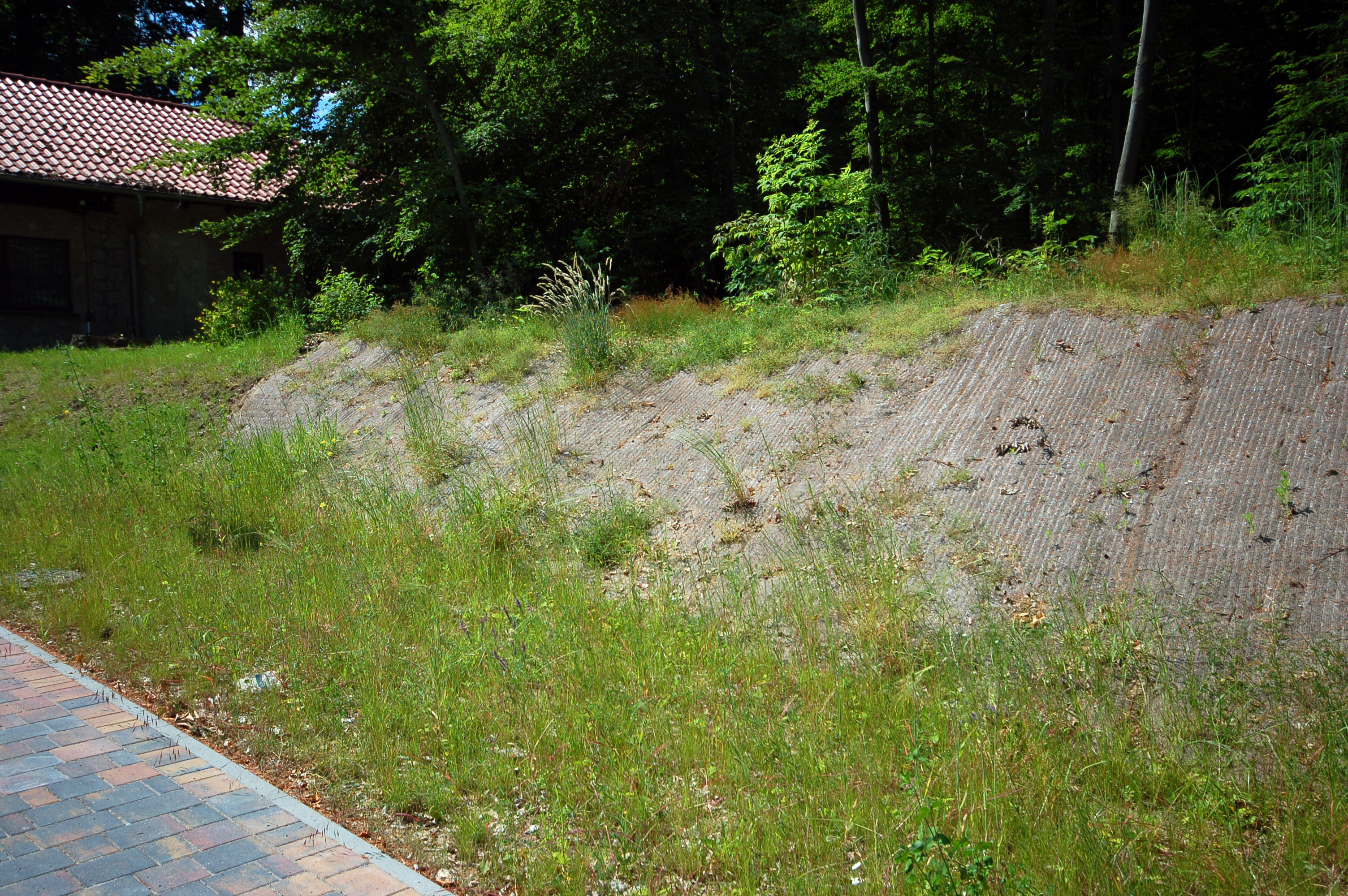
10 Monate nach Aufbringen ist deutliches Durchwachsen zu erkennen

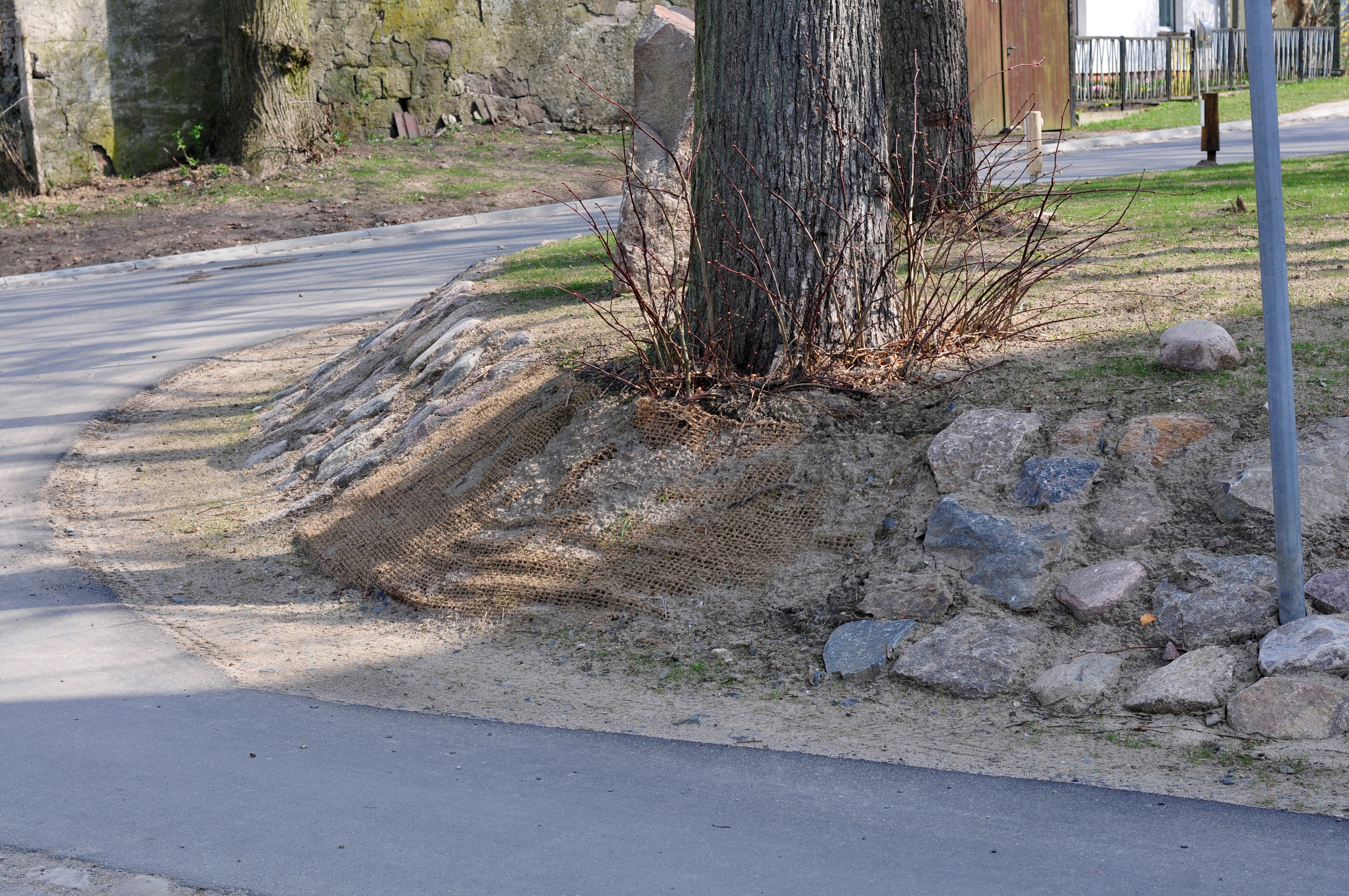
Geotextil als Böschungsbefestigung im Bereich eines Baumes, wo keine Pflastersteine verlegt werden können

Ausgangspunkt der Entwicklung von Geotextilien war Anfang der 1970er Jahre der Wasserbau und der Bau von Straßen auf Böden mit schlechter Tragfähigkeit teils unter hohem Wassergehalt. Um die Stabilität des Untergrundes zu verbessern, wird in diesem Fall ein textiles Vlies aufgebracht und anschließend mit Schüttmaterial überdeckt. Auf diese Weise wird die Lebensdauer und die Belastbarkeit der Verkehrsfläche erhöht. Neben der Anwendung im Straßen- und Wegebaus eignen sich Geotextilien auch für Bauaufgaben im Bahnbau.
Neben der Verwendung im Verkehrswegebau kommen Geotextilien auch im Erd- und Wasserbau zum Einsatz. So dienen sie beispielsweise als Baustoff für die Sicherung von Dämmen und Deponien oder lassen sich im Bereich der Ingenieurbiologie verwenden. Dort können mit Hilfe von natürlichen Geotextilien aus Jute, Schilf oder Kokos Bodenerosion und Hangrutschungen an Böschungen, Gräben und Gewässerufern vermieden werden. Weiterhin unterstützen sie Aufforstungen, den Ausbau von Wasserläufen sowie Renaturierung von Braunkohle-Tagebauen und Deponien.
Geotextilien können sich auf den Pflanzenwuchs vorteilhaft auswirken, da sie vor Austrocknung und direkter Sonneneinstrahlung schützen.

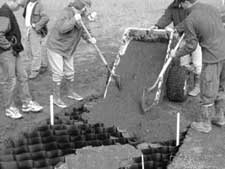
Ein Weg mit wabenförmiger Textilmatte als Unterbau wird in Alaska angelegt

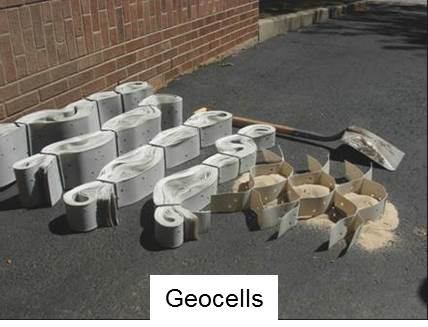
Geocell-Matten im Lieferzustand und aufgefächert

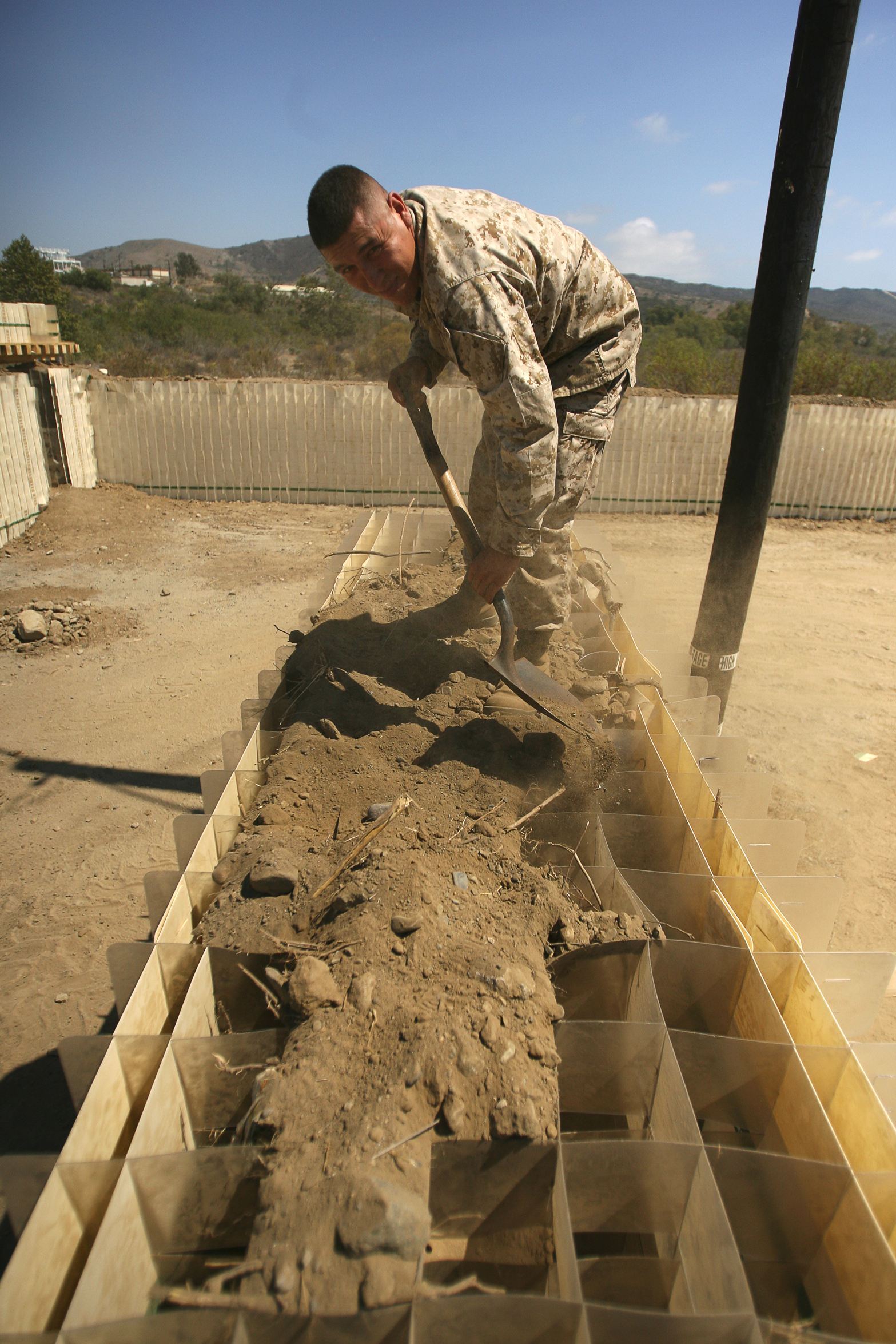
Geocell-Waben halten das Füllmaterial bei der Herstellung eines temporären Erdwalls

## Spezielle Anwendungen
- Die Bodenstabilisierung mit Hilfe von Geotextilien wird als „Bewehrte Erde“ bezeichnet. Neben Geotextilien eignen sich dafür auch andere Geokunststoffe wie Geogitter und Reitplatzgewebe sowie Stabstahlmatten.
- Geo-Verbund-Textilien mit (kapillaren) Hohlräumen lassen sich zur Wanddränung von Gebäuden einsetzen.
- Verbund-Textilien mit Hohlräumen zu Belüftung können aus dem Boden ausströmendes Radon und Methangas ableiten.
- Wenn ein saugfähiger Vliesstoff auf die Oberfläche von Frischbeton aufgebracht wird, nimmt er Wasser aus der Randschicht des Betons auf und verringert dadurch den lokalen Wasserzementwert, wodurch Festigkeit und Dichtheit der oberflächennahen Schicht ansteigen.
- Dreidimensional gewebtes, vernähtes oder verschweißtes Geotextil mit wabenförmigen Kammern zur Aufnahme von Sand oder Bodenmaterial wird auch als Geocell vermarktet (engl. Cellular confinement systems (CCS))[7]. Ähnlich wie Rasengitter dient es zur Befestigung von Hängen und Böschungen sowie von weichen Böden, die begangen oder befahren werden sollen. Auch kann es anstelle von Gabionen zur schnellen Anlage von Mauern oder Erdwällen verwendet werden.
- Aquatextilien reinigen vorrangig in Pflasterbefestigungen Niederschlagswasser von Kohlenwasserstoffen. Die Abbaurate erfüllt die Anforderung an Leichtölabscheider nach DIN EN 858-1+A1:2004 [EN 585] mit einem Restölgehalt von < 5 ml/l.[8]

## Normen und Standards
Deutschland
- Merkblatt für die Anwendung von Geotextilien und Geogittern im Erdbau des Straßenbaus
- Technische Lieferbedingungen für Geokunststoffe im Erdbau des Straßenbaues (TL Geok E-StB 05)
- DIN EN 15381 – Geotextilien und geotextilverwandte Produkte – Eigenschaften, die für die Anwendung beim Bau von Fahrbahndecken und Asphaltdeckschichten erforderlich sind
- DIN EN 15382 – Geotextilien – Geosynthetische Dichtungsbahnen – Eigenschaften, die für die Anwendung in Verkehrsbauten erforderlich sind

Österreich
- RVS 08.97.03 Geotextilien im Unterbau
- ÖNORM S 2076/2 Deponien - geotextile Schutzlagen

Schweiz
- SN 670240 – Geotextilien und Geotextilverwandte Produkte; Begriffe und Produktbeschreibung